# Manicure
Manicure er betegnelsen for skønhedspleje af hænder og negle. En manicure-behandling består bl.a. i at neglene files i facon med en neglefil, evt. hård hud fjernes og huden blødgøres og smøres. Desuden kan man få lakeret neglene med neglelak.